# 主題歌
主題歌（しゅだいか）とは、映画・テレビ・ラジオなどのメインテーマ（英: main theme）およびテーマソング（英: theme song）の曲を指す。主にオープニングあるいはエンディングに演奏され、必ずしも歌曲とは限らない。広義には挿入歌・劇中歌も含む。なお、テーマはドイツ語で、英語のtheme song（シームソング）に相当するドイツ語はTitelliedなので、テーマソングは一種の和製英語である。

## 概要
テーマソングという和製英語が、主題歌と同義の意味である点を指すように、基本的に映像作品やテレビ番組の看板といえる音楽である。
オープニングで使われる曲をオープニングテーマ（英: opening theme）、エンディングで使われる曲をエンディングテーマ（英: ending theme / closing theme）といい、日本ではオープニングテーマをOP、エンディングテーマをEDと略されることがある。
オープニング・エンディングに主題歌が使用されない作品では、劇中に挿入歌として使用される場合がある。
楽曲の選考は作品側のプロデューサー（テレビ局・映画会社の社員）が広告代理店や他の制作スタッフと協議して、おおよその作品と楽曲のイメージやアーティストなどレコード会社や芸能事務所のプロデューサーあるいは芸能プロモーターに注文を出し、楽曲制作にとりかかる形態が多い。まれに作品側スタッフや原作者の好みで、一意の歌手やCDアルバムなどで流通されている楽曲を指名して起用するケースもある。逆にレコード会社側から作品側に、タイアップ獲得のために楽曲やアーティストを売り込むケースも見られている。
一般的には、内容に合った作詞・作曲で曲作りがなされる（特にテレビアニメの主題歌はアニソンと形容されている）が、1990年代以降は歌詞が作品の内容を反映していなくても積極的に採用されることもある。テレビドラマや邦画の場合は歌詞そのものよりも歌手や制作者（作曲家・プロデューサー）のネームバリューに重きが置かれている。アニメでも『ストリートファイターII MOVIE』、『名探偵コナン』、『ヒカルの碁』などがアニソン歌手ではなくJ-POPアーティストを登用している。
テレビアニメでは、オープニング/エンディングテーマが途中から変更されることが多く、近年は短くて1クール、長くても4クールごとにオープニング/エンディングテーマが変更されるのが一般的になっている。曲そのものは変えずに、歌詞を1番から2番へなどに変更することもある。
テレビアニメ・特撮テレビドラマについてはオープニング/エンディングテーマの両方が存在するのが一般的だが、2000年代以降はエンディングテーマがない作品も増加している（『ドラえもん』テレビアニメ2005年版、仮面ライダーシリーズなど）。一方で、一般のテレビドラマや映画ではいずれか片方しか存在しない作品も多い。

## 映像における主題歌
- 映像作品ではオープニングやエンディングに映像付きで主題歌が流れる。近年[いつ?]の映画の場合、映像はない場合もある。
- テレビ番組の場合、主に70秒から100秒が割り当てられるが、60秒以下と短かったり、120秒を超えるものもあり多種多様である。
- テレビドラマの本編（Bパート）終盤にエンディング曲のイントロを流してシームレスにエンディング（スタッフロール）へ移るパターンもある。
- 2000年代以降のテレビアニメやテレビドラマ（帯ドラマを除く）においては、初回や最終回のみオープニングを割愛しエンディングに本来の主題歌を流す（通常1コーラスのみ使用するところを、フルコーラスで使用するなど変更が加えられることがある）といった特別な扱いを受ける傾向にある。2000年代以降では特撮テレビドラマでもこの手法を使用する作品が見られる。
- 報道番組では初期[いつ?]から1980年代頃まで、比較的クラシック音楽や交響楽をアレンジしたものをテーマソングにしたものがあった（例：黛敏郎「朝日新聞ニューストップタイトルのための音楽」、読売新聞ニュースにおけるオッフェンバック・「ジェロルスタン太閤妃殿下」など）。

### 主題歌の制作
オープニングあるいはエンディングに与えられた時間枠（タイムキーパー）に合わせ、楽曲の時間尺をアレンジ（編曲・編集）する必要がある。作品側の制作者からの要請や音楽担当者（編曲家・ディレクター）の判断によっては、タイアップ用のイントロ・エンディングに編曲を改めたものが制作される。
ボーカル部分は伴奏とは独立したボーカルトラックで収録されているため、レコード用に録音が済んでいる場合はそれを編集して楽曲と合わせれば良いため、テレビ用に改めて歌唱するケースは少ない。しかし、そのようなケースも存在しており、歌い方や歌詞などに差異がある場合もある。また、楽曲が未完成の状態で、主題歌用に急ぎで1コーラス分のレコーディングが行われる場合も稀にあり、後で商品化されたシングル盤とアレンジが大きく異なる場合がある（ZARDの「運命のルーレット廻して」など）。
日本の映画作品の場合、テレビドラマやテレビアニメと比べてスタッフロールに載せる量が多いため、イントロ→1コーラス→間奏→サビ→エンディングのように長めに使われたり、シングル盤と全く同じのフルコーラスが使用される場合がある。アメリカ映画（ハリウッド映画）ではスタッフロールがより長大である場合があり、主題歌（エンディングテーマ）+複数の劇伴曲を使う作品も見受けられる。
サウンドトラックのCDに収録される場合は、「TVサイズ」「TV-Mix」「TV（映画）版」などと曲のタイトルにエディションが併記される。

## 備考
主題歌とは意味合いが違うが、映画やアニメのキャラクターなどをイメージして作られた楽曲、また、プロレスを始めとする格闘技選手やプロ野球選手などが試合に登場する際にかかる曲についても「○○（キャラクター名・選手名）のテーマ」と呼ぶこともある。前者の代表例に「インペリアル・マーチ」、別名「ダース・ベイダーのテーマ」などがある。後者については、選手のために作られたオリジナル曲のほかに、既存の曲が使われることもある。
その他、小売店のために作られ、店内放送で頻繁に流す歌も「○○（小売店の名前）のテーマソング」と表現する場合がある。